# José Antonio Rodríguez Girona "Machuca"
José Antonio Rodríguez Girona, más conocido como Machuca (Orihuela, provincia de Alicante, España, 16 de febrero de 1953) es un exfutbolista y entrenador de fútbol español. Actualmente entrena al Orihuela Club de Fútbol de Tercera División.

## Trayectoria como jugador
Machuca jugó en varios equipos donde destacó en las 9 temporada que jugó en el Club Deportivo Almoradí. “Machuca” también jugó como defensa central en el Orihuela Deportiva entre 1971 y 1973, así como en otros clubes de la zona en las categorías de Tercera División y Regional Preferente.

## Trayectoria como entrenador
Debutó como entrenador en la temporada 1983/84 en el Club Deportivo Dolores, más tarde, entrenó hasta en tres ocasiones (en las temporadas 1987-1988, 1993-94 y 1994-95) al Orihuela Deportiva. Posteriormente inició una amplia trayectoria en los banquillos dirigiendo al CD Almoradí, CF Dolores Atlético, Orihuela CF, Crevillente Deportivo, FC Jumilla, Agrupación Deportiva Las Palas, FC Cartagena, Abarán Fútbol Base, Fútbol Club Torrevieja, Agrupación Deportiva Mar Menor-San Javier, Mazarrón CF, CD Almoradí, Benferri CF y Club de Fútbol La Unión
En verano de 2016, acepta el cargo con el de coordinador de la escuela de fútbol base del Orihuela C.F.
En marzo de 2017, tras la destitución de José Manuel Roca Cases, el experimentado técnico, leyenda viva del fútbol en la ciudad oriolana, acepta ser el encargo de dirigir a la primera plantilla en los seis partidos que restan para la conclusión de la liga, convirtiéndose en el entrenador que más partidos ha dirigido en su historia del club oriolano.

## Clubes
| Club                                                               | País   | Año       |
| ------------------------------------------------------------------ | ------ | --------- |
| C. D. Dolores                                                      | España | 1983-1984 |
| C. D. Almoradí                                                     | España | 1984-1985 |
| Orihuela Deportiva                                                 | España | 1987-1988 |
| Deportivo Cox                                                      | España | 1988-1989 |
| Orihuela Deportiva                                                 | España | 1993-1995 |
| Orihuela Club de Fútbol                                            | España | 1996-2002 |
| Fútbol Club Cartagena                                              | España | 2003-2004 |
| Mazarrón Club de Fútbol                                            | España | 2007-2008 |
| C. D. Almoradí                                                     | España | 2008-2009 |
| Benferri C. F.                                                     | España | 2009-2010 |
| Club de Fútbol La Unión                                            | España | 2011      |
| Orihuela Club de Fútbol (coordinador de la escuela de fútbol base) | España | 2016-2017 |
| Orihuela Club de Fútbol                                            | España | 2017-     |